# خورخي كاباييرو
خورخي كاباييرو (بالإسبانية: Jorge Caballero)‏ هو لاعب كرة قدم مكسيكي، ولد في 25 يناير 1994 في المكسيك. لعب مع نادي مونتيري.

## وصلات خارجية
- خورخي كاباييرو على موقع الاتحاد الدولي (مؤرشف)  (الإنجليزية)
- خورخي كاباييرو على موقع قاعدة بيانات كرة القدم.إي يو (الإنجليزية)
- خورخي كاباييرو على موقع Soccerway.com (الإنجليزية)
- خورخي كاباييرو على موقع AS.com (الإسبانية)